# Vladimir Cyplakov
Vladimir Cyplakov (18. dubna 1969 Inta, Sovětský svaz –14. prosince 2019) byl běloruský hokejový útočník.

## Hráčská kariéra
V době Sovětského svazu hrával za Torpedo Jaroslavl a HC Dynamo Minsk. V devadesátých letech odehrál tři sezony v zámoří v International Hockey League. Draftován do NHL byl v roce 1995 klubem Los Angeles Kings jako 59. v celkovém pořadí. Debutoval v sezóně 1995/1996 a stal se součástí základní sestavy Los Angeles. V sezóně NHL 1999/2000 byl vyměněn do Buffalo Sabres. Tam vytvořil produktivní útok s Michaelem Pecou a Václavem Varaďou. V Buffalu odehrál jednu a půl sezóny, poté se vrátil do Ruska. Celkem v NHL odehrál 331 utkání, zaznamenal 69 gólů a 101 asistencí. V ruské Superlize hrával ke konci kariéry za Ak Bars Kazaň a HC CSKA Moskva.

### Reprezentační kariéra
Jako junior reprezentoval Sovětský svaz, v roce 1989 na mistrovství světa do 20 let byl členem zlatého týmu. Později reprezentoval Bělorusko na šesti hokejových světových šampionátech (čtyřikrát v elitní kategorii). Hrál také na olympiádě v Naganu 1998 a byl u největšího úspěchu Běloruska, když na olympiádě 2002 v Salt Lake City tým vyřadil ve čtvrtfinále Švédsko a skončil celkově čtvrtý.

## Trenérská kariéra
Od roku 2006 působil jako asistent reprezentačního trenéra Běloruska Glena Hanlona.

## Úspěchy a ocenění
Týmové
- mistr světa juniorů do 20 let - 1989 (v dresu Sovětského svazu)
- čtvrté místo na ZOH 2002 (Bělorusko)
- vicemistr Ruska 2002 (s Ak Bars Kazaň)
- mistr Běloruska 2005 (s Junosť Minsk)

Individuální
- trojnásobný běloruský hokejista roku (v letech 1992, 2000 a 2002)
- nejlepší útočník MS 2002 divize 1